# العلم (تونس)

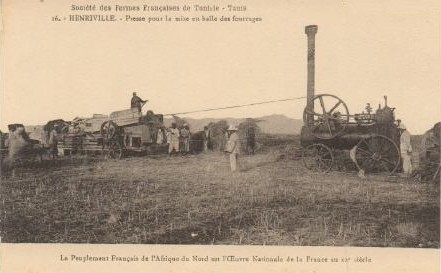
محزمة (أي مكبس أعلاف) في قرية العلم في نهاية

العلم (كان اسمها في عهد الاستعمار الفرنسي: هُنْرِيفِيل Henriville) قرية تقع في ولاية القيروان في وسط الجمهورية التونسية، على بعد 4,5 كم جنوب شرق مدينة السبيخة. ترقيمها البريدي هو 3125. و يعتبر المركب الفلاحي بالعلم من أهم الاقطاب الفلاحية بالجهة و التي تبلغ مساحته الجملية 8300 هكتار و إنتاج يومي للحليب ب 12000 لتر
1. ↑  "المناطق الترابية (العمادات) حسب الولايات والمعتمديات". اطلع عليه بتاريخ 2024-11-30.